# Národní rekreační oblast Ross Lake
Národní rekreační oblast Rossovo jezero se nachází na severu amerického státu Washington, jen kousek jižně od amerických hranic s Kanadou. Jedná se o nejpřístupnější část parkového komplexu Severní Kaskády, kam patří také národní park Severní Kaskády a rekreační oblast Lake Chelan. Oblast následuje řeku Skagit od kanadských hranic k západnímu předhůří Severních Kaskád. Nachází se zde část scénické dálnice Washington State Route 20, jinak zvané také North Cascades Highway, a tři jezera: 49 km² rozlehlé Rossovo jezero, 3,7 km² velké Ďáblovo jezero a 0,8 km² velké Georgovo jezero. Jezera jsou částí Skagitského hydroelektrického projektu, který provozuje společnost Seattle City Light, hlavní dodavatel elektřiny v Seattlu. Oblast se tedy nachází v oblasti „Amerických Alp“ a rozděluje Severní Kaskády na jižní a severní polovinu.

## Atrakce
Rekreační oblast je destinací číslo jedna v Severních Kaskádách, jelikož přitahuje mnoho turistů z celých Spojených států a Kanady, kteří rádi rybaří, loví, jezdí na kánoi či na kajaku nebo provozují horolezectví či pěší turistiku. Oblast zahrnuje několik turistických stezek, které ji spojují se sty mil stezek v sousedních chráněných územích jako jsou národní park Severní Kaskády, divočina Pasayten nebo kanadský provinční park Skagitské údolí. Správa národních parků provozuje u silnice North Cascades Highway několik tábořišť se stany a místy pro rekreační vozidla. Městečko Newhalem je domovem jak Severokaskádského turistického centra, tak Skagitského informačního centra. Na Rossově a Ďáblově jezeře je povoleno také táboření v lodích, povolení je k mání v informačním centru v Marblemountu.
Vyhlídka na Zpustošelém vrcholu stále zůstává protipožární vyhlídkou, kterou každé léto osazuje hasičský personál. Vyhlídka zahrnuje dechberoucí výhled na vrcholky Severních Kaskád, v čele s Hozomeen Mountain. Nejvíce známa je nejspíš jako místo děje románu Jacka Kerouaca Andělé pustiny. Kerouac zde strávil léto 1956 ve službách americké lesní správy. Vyhlídka je přístupná po desetikilometrové procházce od pobřeží Rossova jezera.

## Přístup
Rekreační oblast zahrnuje důležité přístupové body pro turisty směřující do národního parkového komplexu Severní Kaskády. Automobily se sem dostávají po dvou silnicích. Většina cestovatelů využije Washington State Route 20, která, známá také pod názvem North Cascades Highway, přetíná pohoří v polovině. Druhým přístupovým bodem je jižní konec 69 kilometrů dlouhé štěrkové Stříbrné Skagitské silnice, který leží jen kousek od hranice s Kanadou, u Hozomeenského tábořiště. Nejbližšími velkými městy jsou na západě Sedro-Wooley, na východě Winthrop a na severu Hope. Vjezd do komplexu se nachází 80 kilometrů východně od mezistátní dálnice Interstate 5. Vstup do parku je zdarma.